# Specs Appeal
Specs Appeal è un album del gruppo musicale britannico The Shadows, pubblicato dall'etichetta discografica Columbia Graphophone/EMI nel 1975.
Il disco è prodotto dallo stesso gruppo.
L'album contiene tra l'altro il brano Let Me Be the One, che viene pubblicato come singolo e partecipa all'Eurovision Song Contest in rappresentanza del Regno Unito, classificandosi al secondo posto dietro Ding-a-dong, esponente dei Paesi Bassi.

## Tracce

### Lato A
1. God Only Knows
2. Cool Clear Air
3. Rose, Rose
4. This House Runs on Sunshine
5. Colorado Songbird
6. No No Nina

### Lato B
1. Honourable Puff-Puff
2. Don't Throw It All Away
3. Spider Juice
4. Let Me Be the One
5. Like Strangers
6. Stand Up Like a Man